# Гимбав
Гимбав (рум. Ghimbav, венг. Vidombák, нем. Weidenbach) — город в Румынии, в жудеце Брашов.

## История
Город впервые упоминается в 1420 году в письме римского короля Сигизмунда Люксембургского местным жителям. Он советовал местным жителям объединиться с жителями соседних селений для строительства крепости Брашов.
В 1422 году Гимбав подвергся нашествию турок. В 1469 году город был повреждён в результате пожара.
Местная церковь была построена примерно около 1300 года. В XV веке вокруг церкви была построена крепость. В XX веке стены крепости были разрушены.

## Население
Население (2007) — 5357 человек. По данным переписи 2002 года, 95,8% населения составляли румыны, 3,7% — венгры и 0,5% — другие народы.